# Superstrat
En lingüística, el superstrat és una llengua que influeix sobre una altra sense suplantar-la. Es tracta d'un de tres informes (relacions) possibles d'interferència lingüística (els dos altres són el substrat i l'adstrat). Una llengua A ocupa un territori donat. Arriba llavors una llengua B (per exemple a causa de migracions de població) que entra en contacte -i des de llavors en interferència- amb la llengua A. Els emissors de la llengua A no abandonen la seva pròpia llengua, sinó que integren nombroses paraules de la llengua B. És el cas de les llengües germàniques en els territoris de parla llatina, que han influït en l'evolució del llatí cap a les llengües romàniques.